# Římskokatolická farnost Prusinovice
Římskokatolická farnost Prusinovice je územní společenství římských katolíků s farním kostelem svaté Kateřiny v děkanátu Holešov. 

## Historie farnosti
Kostel stojí na gotických základech a byl několikrát přestavěn. Nejstarší částí kostala je loď. V 16. století byli majiteli panství Prusinovští z Víckova, kteří v kostele měli rodinnou hrobku. V roce 1601 dal Arkleb z Víckova, člen z rodu Prusinovských, přistavět věž a kostel původně zasvětil Ke cti a chvále Blahoslavené Trojice Svaté; kostel byl tehdy protestantský. Náhrobky z rodinné hrobky Prusinovských z Víckova byly při velké přestavbě kostela v letech 1866-1867 umístěny na vnější stranu kostela. Presbytář a boční kaple jsou nejnovější částí kostela.

## Duchovní správci
Farářem byl od ledna 2017 do června 2019 R. D. Marek Výleta. K 1. červenci 2019 byl farářem jmenován R. D. Mgr. Petr Dolák.

## Bohoslužby
| Kostel                       | Místo       | Bohoslužba (den)                    | Hodina      | Poznámka     |
| ---------------------------- | ----------- | ----------------------------------- | ----------- | ------------ |
| svaté Kateřiny Alexandrijské | Prusinovice | neděle pondělí úterý středa čtvrtek | 10.00 17.00 | farní kostel |

## Aktivity ve farnosti
Ve farnosti se pravidelně koná tříkrálová sbírka. V roce 2017 činil v Prusinovicích výtěžek 36 240 korun, v Pacetlukách 7 195 korun.